# Кларидж
Кларидж (англ. Claridge's) — 5-звёздочный отель на углу улиц Брук-стрит и Дэвис-стрит в Мейфэр.

## История
Был основан в 1812 году как «Mivart’s Hotel», в обычном лондонском доме с террасами, вырос за счёт расширения в соседние дома. В 1854 году основатель (отец биолога Джорджа Миварта) продал отель мистеру и миссис Кларидж, которые владели небольшим соседним отелем. Они объединили два бизнеса, и после того как какое-то время назывались «Mivart’s at Claridge’s», остановились на текущем названии. Репутация отеля была подтверждена в 1860, когда императрица Евгения нанесла длительный визит к королеве Виктории в этом отеле. Имеет давние связи с королевской семьёй, из-за чего его иногда называют «приложением к Букингемскому дворцу». В 1940-х в этом отеле находилось правительство Югославии в изгнании. В издании 1878 года «Baedeker» назвал Кларидж как «Первый отель в Лондоне».